# 放課後プリンセス
放課後プリンセス（ほうかごプリンセス）は、日本の女性アイドルグループ。FORZA RECORD所属。略称は放プリ。

## 概要
放課後プリンセスは16時を境にしてカチューシャはティアラ、制服衣装はプリンセス衣装に変わり、“放課後、プリンセスに変身”して活動する学園アイドル。
学園とプリンセスに分ける事により、日常と非日常や親近感と別格感を表現しており楽曲においてもプリンセステーマの曲と学園テーマの曲がある。
メンバーは正規メンバー、候補生、候補生見習い、とスキルに応じた昇格制度によってクラス分けがされている。「生徒会長」（リーダー）と各メンバーの個性を生かした「委員長」で構成される。正規メンバー昇格は戴冠式でティアラを授かる。
劇場でのライブ活動の他、グラビアアイドルとして、イメージビデオや写真集をリリースしているメンバーもいる。
2011年8月に7人で結成し、当初はファンからのリクエストにより衣装を採用する「着せ替え」というコンセプトと「学園」をテーマに着せ替えアイドル「放課後プリンセス」として活動を開始する。2011年の結成当時から楽曲の作詞作曲を手掛けた石谷光と当時のスタッフにより「放課後プリンセス」と名付けられた。
2013年より、当初の運営スタッフからの要請により、現在の所属事務所である株式会社CUTE BLACKの代表取締役社長である大郷剛がプロデュースに参加。全メンバーが株式会社CUTE BLACKに移籍、2014年には新体制後、初となる「真夏の夜の夢」をリリースした。
2015年2月： リーダー小田桐奈々の誕生日単独LIVE内でユニバーサル ミュージック・ユニバーサルJよりメジャーデビューのサプライズ発表があった。
2015年6月：ミニアルバム「制服シンデレラ」でメジャーデビューし、オリコン初登場デイリー2位、ウィークリー6位を獲得。
2015年10月：メジャーファーストシングル「消えて、白雪姫」はウィークリー10位。
2015年10月：放課後プリンセス「消せない、七つの星」（「消えて、白雪姫」カップリング曲）がテレビ東京系列アニメ「DD北斗の拳2イチゴ味＋」エンディングテーマ曲に起用。
2016年2月：メジャーセカンドシングル「純白アントワネット」は自身最高売上・最高位オリコンウィークリー2位 を記録している。
2016年4月：ベトナム越日政府による国家友好イベント「ホーチミンさくら祭り」にゲスト出演。来場者15万人の前で、日中文化芸術交流を行う。
2016年9月：Zepp Divercityにてグループ史上最大のワンマンライブ「放課後プリンセスライブ2016 “PRINCESS STORY ～Twinkle～”(1部)、“PRINCESS STORY 〜Miracle～”(2部)」を行う。
2017年3月：1stフルアルバム『My Princess』とベストアルバム『インディーズベスト〜Memories〜』を同日リリース。
2017年12月：中国広州で行われた中国最大規模のアニメイベント「FFACG」にゲスト出演。来場者20万人の前でパフォーマンスを披露。
2018年10月：Zepp Divercityにてグループ史上2回目となるワンマンライブ「放課後プリンセスLIVE2018 Princess Destiny 〜Moon Light Serenade」を行う。
2018年10月：結成時からのメンバーである小田桐奈々が卒業。山口みらん、木月沙織も同時に卒業。
2018年10月：マルチクリエイターまふまふが作詞作曲および編曲を手がけた「輝夜に願いを」がリリース、オリコン初登場デイリー2位、オリコンウィークリー5位を記録。
2019年7月：週刊SPA!とTIF2019による企画「真夏のアイドル決定戦2019」に、グループを代表し関根ささらが出場。同誌8月6日号の表紙およびグラビアページに水着掲載。
2019年12月27日：2020年1月29日、アルバム「My PrincessII」のリリースを最後に、雪乃ゆりあ、山本夏望、高野日和が放課後プリンセスを卒業する事を発表。
2020年3月25日：3月末をもって、谷のばらが放課後プリンセスを卒業する事を発表。
2020年5月25日：「灼熱のミステリーアイ / 絶世クレオパトラ」リリース後、舞花が卒業することを発表（その後2021年3月18日をもって卒業）。
2022年3月12日：ヒューリックホール東京で行われたワンマンライブ『放課後プリンセス LIVE2022〜Princess Theory〜』を以て、関根ささら、道重佐保、小日向ななせ、澤田桃佳、西宮愛理の5名が卒業。
2023年2月10日：新宿ReNYにて花咲果林の生誕祭に当たるワンマンライブ『放課後プリンセスLIVE2023 Princess Dreaming〜Karin Hanasaki Birthday〜』が開催されたが、水野青海が学業集中の為、更に森川優羽、戸川優海、真崎莉子が高熱の為に休演となり、OGの関根、小日向、道重、西宮の4人が助っ人として参加した。
2023年11月1日：候補生『放プリユース』及び昇格制度の廃止を発表。同12月31日には真崎莉子、翌2024年4月25日には戸川優海が活動辞退。同7月31日には大原夜空が加入するも、わずか5ヵ月で活動辞退している。
2025年5月6日：元「かみやど」の高田ももの加入を発表。更に同6月25日には鈴木りんが満13歳で加入。放プリ結成後に生まれた者としては初のメンバー入りとなった。

## メンバー

### 現メンバー
| 名前     | よみ            | 愛称       | 担当委員長     | 生年月日              | 加入期 | 血液型 | 出身地   | 担当カラー | 備考                            |
| -------- | --------------- | ---------- | -------------- | --------------------- | ------ | ------ | -------- | ---------- | ------------------------------- |
| 森川優羽 | もりかわ ゆう   | ゆぴ       | 泣き虫委員長   | 2002年3月3日（23歳）  | 12期生 | O型    | 高知県   | オレンジ   | 2021年9月29日正規メンバーに昇格 |
| 水野青海 | みずの あみ     | あみてぃ   | オアシス委員長 | 2000年4月12日（25歳） |        | AB型   | 東京都   | 青         | 2022年3月12日正規メンバーに昇格 |
| 花咲果林 | はなさき かりん | カリン様   | 怖がり委員長   | 1998年2月11日（27歳） |        | O型    | 群馬県   | 黄色       | 2022年3月12日正規メンバーに昇格 |
| 白磨萌   | しろま もえ     | もえち     |                | 2002年3月31日（23歳） |        | O型    | 北海道   | 白         | 2024年12月29日加入              |
| 高田もも | たかだ もも     | ももちゃん |                | 2002年8月14日（22歳） |        | AB型   | 神奈川県 | ピンク     | 2025年05月25日加入              |
| 鈴木りん | すずき りん     | りんりん   |                | 2012年6月15日（13歳） |        |        | 神奈川県 | 赤         | 2025年6月25日加入               |

### 元メンバー
| 名前         | よみ            | 担当委員長       | 加入期       | 備考 |
| ------------ | --------------- | ---------------- | ------------ | --- |
| 山口舞       | やまぐち まい   | 体育委員長       | 1期生        | 2011年12月10日卒業 |
| 岸谷優希     | きしたに ゆうき | 小悪魔委員長     | 1期生        | 2012年5月6日卒業。「DreamFactory」のリーダーとなる。 |
| 夢夏         | ゆめか          | クール委員長     | 1期生        | 2012年5月6日卒業 |
| 小林玲奈     | こばやし れな   | スマイル委員長   | 2期生        | 2011年12月10日正規メンバーに昇格、2013年7月21日卒業元桜組二期生(桜なな)。2013年10月〜2014年2月「READY TO KISS」 |
| 千葉さきの   | ちば さきの     | オシャレ委員長   | 1期生        | 2013年7月21日卒業。千葉咲乃に改名して2013年10月「READY TO KISS」加入 |
| 野田仁美     | のだ ひとみ     | 給食委員長       | 1期生        | 2013年9月10日ファンとの交際が発覚したため解雇。2013年10月〜2017年6月「READY TO KISS」、2018年6月〜11月「TOYZ」（野田瞳）、2019年1月3日〜2020年9月5日「Cover Girls」、2021年1月22日〜「White Castle / I-GET IDOL CAFE」のキャスト、2021年4月「BABY TO KISS」加入 |
| 永藤葵       | ながふじ あおい | ふわふわ委員長   | 2期生        | 2011年12月10日正規メンバーに昇格、2013年6月30日卒業。2013年10月〜2014年2月「READY TO KISS」 |
| 白石りか     | しらいし りか   | えくぼ委員長     | 3期生        | 2013年2月17日正規メンバーに昇格、12月15日卒業。2014年12月〜2017年7月「SAY-LA」 |
| 山川莉砂     | やまかわ りさ   | バレエ委員長     | 4期生        | 2013年10月13日正規メンバーに昇格、2014年1月10日契約違反、ルール違反により解雇。その後、七瀬莉砂としてモデルや女優活動。 |
| 早水凛       | はやみず りん   | はんなり委員長   | 4期生        | 2013年10月13日正規メンバーに昇格、2014年5月22日活動辞退。RINで声優業 |
| 桜木寧々     | さくらぎ ねね   | 甘口委員長       | 3期生        | 2012年7月15日正規メンバーに昇格。2015年2月1日正規メンバーから候補生への降格処分になり、2月11日で活動辞退。→ 2015年10月13日〜2016年2月「READY TO KISS」（渡邊恋）                                                                                                |
| 綾瀬美穂     | あやせ みほ     | マイペース委員長 | 3期生        | 2013年7月21日正規メンバーに昇格、2016年3月27日卒業。佐々木美帆に改名して「BABY TO KISS」→「READY TO KISS」加入 |
| 宮下まゆか   | みやした まゆか | 2.5次元委員長    | 1期・2.5期生 | 2012年5月6日卒業。2013年3月24日再加入、10月13日正規メンバーに昇格、2016年8月15日卒業 |
| 長澤茉里奈   | ながさわ まりな | 泣き虫委員長     | 5期生        | 2013年10月13日候補生に昇格、2014年8月29日解雇処分→2015年2月18日復帰→2016年12月31日脱退。 |
| 城崎ひまり   | しろさき ひまり | うさみみ委員長   | 6期生        | 2014年7月13日正規メンバーに昇格、2018年8月12日卒業。2020年3月〜「藍色アステリズム」 2024年6月～「オトメルキュール」 |
| 小島まゆみ   | こじま まゆみ   | 癒やし委員長     | 7期生        | 2018年8月5日卒業 |
| 小田桐奈々   | おだぎり なな   | 生徒会長         | 1期生        | 2018年10月14日卒業 現在はななっぷる名義でポケットカードチャンネルのメンバーとして活躍中。 |
| 山口みらん   | やまぐち みらん | サッカー委員長   | 3期生        | 2013年2月17日正規メンバーに昇格、2018年10月14日卒業 |
| 木月沙織     | きづき さおり   | たれまゆ委員長   | 4期生        | 2013年2月17日正規メンバーに昇格、2018年10月14日卒業 |
| 水希蒼       | みずき あおい   |                  | 10期生       | 2019年3月31日正規メンバーとして加入、2019年11月30日活動終了 |
| 雪乃ゆりあ   | ゆきの ゆりあ   |                  | 8期生        | 元P.IDL（加治木ゆりあ）2018年7月12日正規メンバーに昇格。2020年1月29日卒業 |
| 山本夏望     | やまもと なつみ |                  | 9期生        | 2018年10月8日正規メンバーに昇格。2020年1月29日卒業 |
| 高野日和     | たかの ひより   |                  | 9期生        | 2018年12月23日正規メンバーに昇格。2020年1月29日卒業 現在は「平井紗凪」名義でプラチナムプロダクション所属の『ルージュブック』メンバーとして活躍中。 |
| 谷のばら     | たに のばら     |                  | 9期生        | 2018年10月8日正規メンバーに昇格。2020年3月末卒業 |
| 舞花         | まいか          | お姉さん委員長   | 6期生        | 2014年7月13日正規メンバーに昇格。2021年3月18日卒業 |
| 関根ささら   | せきね ささら   | ハピネス委員長   | 7期生        | 2015年4月4日 放プリユース加入発表、2016年8月7日にTOKYO IDOL FESTIVAL 2016にて正規生昇格発表。2022年3月12日卒業 |
| 道重佐保     | みちしげ さほ   | 和風委員長       | 6期生        | 道重さゆみ（元・モーニング娘。'14）のはとこ 2013年10月12日加入、2015年8月20日正規メンバーに昇格。2017年5月8日放プリユースに降格、2018年7月12日正規メンバーに再昇格。2022年3月12日卒業                                                                           |
| 小日向ななせ | こひなた ななせ |                  | 9期生        | 2018年10月8日正規メンバーに昇格。2022年3月12日卒業 |
| 澤田桃佳     | さわだ ももか   |                  | 10期生       | 2019年4月15日正規メンバーに昇格。2022年3月12日卒業 |
| 西宮愛理     | にしみや あいり |                  | 11期生       | 2021年3月18日正規メンバーに昇格。2022年3月12日卒業 現在は先述の城崎と共に「オトメルキュール」メンバーとして活躍中。 |
| 真崎莉子     | まさき りこ     | うっかり委員長   |              | 2022年3月12日正規メンバーに昇格。2023年12月31日活動辞退。 |
| 戸川優海     | とがわ ゆうみ   | ナチュラル委員長 |              | 2022年3月12日正規メンバーに昇格。2024年4月25日活動辞退。 |
| 大原夜空     | おおはら よぞら |                  |              | 2024年7月31日に戴冠。2024年12月28日活動終了 |

#### 元候補生
- 相内今華…甘えん坊委員長→ぶっ飛び委員長、4期生。2013年7月21日渋谷RUIDO K2でのワンマンライヴと握手会を最後に候補生を辞退[35]。後に小川まりな→エムちゃんに改名（現・ヘラヘラ三銃士）。
- 百瀬楓花…癒し委員長、3期生。2013年6月2日池袋WHITE BASE「3期生1周年公演」を最後に候補生を辞退[36]。
- 白星ちあき…わんこ委員長-後にアイドルユニット『虹色幻想曲 〜プリズム・ファンタジア〜』のメンバーとして活動を再開。
- 朝倉恵璃菜…おっとり委員長、3期生
- 松本梨愛…4期生。2013年4月6日候補生を辞退[37]。
- 荒川花しす（初代・早水凛）
- 櫻井りほ…クラシック委員長。2014年5月22日 活動辞退
- 福原杏夏…美脚委員長。2013年10月13日候補生に昇格、2014年2月27日5期候補生を辞退
- 春野茜…2015年7月6日放プリユースを活動辞退[38]。
- 神谷愛理…2016年3月20日放プリユースを活動辞退[39]。
- 泉美桜…2016年3月20日放プリユースを活動辞退[40]。後に花咲美桜→美桜→河村澪に改名（2022 - 2024年度レーシングミクサポーターズ）。
- 牧原ゆゆ…2016年4月30日ドクターストップによる活動辞退（タレント・モデル業[41]）。
- 太田希望…2017年2月25日卒業。-後に新藤まなみに改名。
- 田中あさみ…2017年6月3日放プリユースを活動辞退（元ハート×ストリングス。「夏本あさみ」に改名、ミスiD2019セミファイナリスト）。
- 堀井仁菜…2017年6月3日放プリユースを活動辞退（ミスiD2016大郷剛賞）。
- 晴山むた…2017年9月13日事務所間トラブルにより放プリユースの活動終了[42]。
- 川西冬華…2019年1月31日放プリユースの活動辞退[43]。（2017年8月26日お披露目）
- 森下里奈…2019年7月31日放プリユースの活動辞退[44]。（2017年9月4日お披露目）
- 姫川ありさ…2019年7月31日放プリユースの活動辞退[45]。（2017年9月22日お披露目）
- 吉岡真希…2022年3月9日放プリユースの活動辞退[46]。（2021年7月21日お披露目）
- 黒木彩架…2022年6月1日放プリユースの活動辞退[47]。（2022年2月2日お披露目）

### 在籍タイムライン
薄茶色は候補生やユースとしての活動期間。

## 作品
順位はオリコン・ウィークリーランキング最高順位。

### シングル
| 1st                          | 2011年8月3日   | 放課後プリンセス 〜おしえてください!〜             | 1.放課後プリンセス ～おしえてください！～ 2.好きだよ（笑） 3.イチゴいちえ 各曲Instrumental収録 | TRGE-001 | ???  |
| 限定特典                     | 2011年12月24日 | 宇宙一のクリスマス                                 | 1.宇宙一のクリスマス (2012-2013 version) 2.宇宙一のクリスマス (2012-2013 version vocal off version) | TRGE-002 | ???  |
| 2nd                          | 2011年12月24日 | ジュリエット 〜君を好きな100の理由〜               | | TRGE-003（会場限定盤） | 97位 |
| 2nd                          | 2012年2月29日  | ジュリエット 〜君を好きな100の理由〜               | 1.ジュリエット ～君を好きな100の理由～ 2.大好き - type別収録曲 (A)PURE HEART (B)スキま (B-Type) 各曲Instrumental収録 | TRGE-004（通常盤A-TYPE） TRGE-005（通常盤B-TYPE） | 97位 |
| 3rd                          | 2012年10月7日  | 古事記しか!                                        | 1.古事記しか！ 2.おはよう 各曲Instrumental収録 | TRGE-006（会場限定盤） | ???  |
| 4th                          | 2012年12月2日  | 放送部プリーズ                                     | | TRGE-007（会場限定盤） | ???  |
| 限定特典                     | 2012年12月21日 | 宇宙一のクリスマス(2012-2013 version)              | | TRGE-008 | ???  |
| 5th                          | 2013年5月15日  | ジュリエット 〜君を好きな100の理由〜(2013 version) | - 全type収録曲 1.ジュリエット～君を好きな100の理由～(2013 version) - type別収録曲 (A)放課後プリンセス～おしえてください！～(2013 version) (A)スキま(2013 version) (A)イチゴいちえ(2013 version) (B)好きだよ(笑)(2013 version) (B)PURE HEART (2013 version) (B,C,D)卒業式 (C)一期一友 (D)ねえ、会いたい 各曲Instrumental収録 | TRGE-009（A-type） TRGE-010（B-type） TRGE-011（C-type） TRGE-012（D-type） | 17位 |
| 6th                          | 2013年11月27日 | サムはフユい!                                      | - 全type収録曲 1.アツはナツい！(single version) 2.宇宙一のクリスマス (2013-2014 version) - type別収録曲 (A)私の右手 あなたの左手 ～ぎゅってしたい～ (B)大好き （2013 winter version） (C)あうあう→きゅるるん (D)いと4くて BALLOON 各曲Instrumental収録                                                                      | TRGE-013（A-type） TRGE-014（B-type） TRGE-015（C-type） TRGE-016（D-type） | 26位 |
| 7th                          | 2014年9月23日  | 真夏の夜の夢                                       | - 全type収録曲 真夏の夜の夢 - type別収録曲 (A,E)超HAPPY BIRTHDAY (A,E)古事記しか！（2014 version） (B,F)Smile x3 ～笑顔ずっと咲いたままで～ (B,F)おはよう（2014 version） (C,G)ガラパゴス アスパラガス バスガス爆発 (C,G)放送部プリーズ（2014 version） (D,H)2.5次元の現実（宮下まゆか） (D,H)バカだね 各曲Instrumental収録 | TRGE-017（A-type） TRGE-018（B-type） TRGE-019（C-type） TRGE-020（D-type） TRGE-021（E-type） TRGE-022（F-type） TRGE-023（G-type） TRGE-024（H-type） | 7位  |
| メジャー (UNIVERSAL J)       |                |                                                    | | |      |
| 1st                          | 2015年10月28日 | 消えて、白雪姫                                     | | UPCH-5859（通常盤） UPCH-7051（初回限定盤） UPCH-7060（小田桐奈々ver.） UPCH-7061（宮下まゆかver.） UPCH-7062（山口みらんver.） UPCH-7063（綾瀬美穂ver.） UPCH-7064（木月沙織ver.） UPCH-7065（舞花ver.） UPCH-7066（城崎ひまりver.） UPCH-7067（道重佐保ver.）                               | 10位 |
| 2nd                          | 2016年2月17日  | 純白アントワネット                                 | | UPCH-5866（通常盤） UPCH-7106（初回限定盤） UPCH-7107（小田桐奈々ver.） UPCH-7108（宮下まゆかver.） UPCH-7109（山口みらんver.） UPCH-7110（綾瀬美穂ver.） UPCH-7111（木月沙織ver.） UPCH-7112（舞花ver.） UPCH-7113（城崎ひまりver.） UPCH-7114（道重佐保ver.）                               | 2位  |
| 3rd                          | 2016年6月29日  | 青春マーメイド                                     | | UPCH-7152（初回限定盤） UPCH-5879（通常盤） UPCH-7153（小田桐奈々ver.） UPCH-7154（宮下まゆかver.） UPCH-7155（山口みらんver.） UPCH-7156（木月沙織ver.） UPCH-7157（舞花ver.） UPCH-7158（城崎ひまりver.） UPCH-7159（道重佐保ver.） UPCH-7160（候補生ver.）                                 | 4位  |
| 4th                          | 2016年10月12日 | 秘密のティアラとジェラート                         | | UPCH-5888（通常盤） UPCH-7192（初回限定盤） UPCH-7193（小田桐奈々ver.） UPCH-7194（山口みらんver.） UPCH-7195（木月沙織ver.） UPCH-7196（舞花ver.） UPCH-7197（城崎ひまりver.） UPCH-7198（道重佐保ver.） UPCH-7199（関根ささらver.） UPCH-7200（長澤茉里奈ver.） UPCH-7201（小島まゆみver.） | 7位  |
| 5th                          | 2017年2月15日  | ライチレッドの運命                                 | | UPCH-5899（通常盤） UPCH-7227（初回限定盤） UPCH-7228（小田桐奈々ver.） UPCH-7229（山口みらんver.） UPCH-7230（木月沙織ver.） UPCH-7231（舞花ver.） UPCH-7232（城崎ひまりver.） UPCH-7233（道重佐保ver.） UPCH-7234（関根ささらver.） UPCH-7235（小島まゆみver.）                             | 7位  |
| 6th                          | 2017年7月1日   | さよならデュアリーナ                               | | UPCH-5918（通常盤） UPCH-7334（初回限定盤） UPCH-7335（小田桐奈々ver.） UPCH-7336（山口みらんver.） UPCH-7337（木月沙織ver.） UPCH-7338（舞花ver.） UPCH-7339（城崎ひまりver.） UPCH-7340（関根ささらver.） UPCH-7341（小島まゆみver.）                                                       | 9位  |
| インディーズ (FORZA RECORDS) |                |                                                    | | |      |
| 7th                          | 2017年12月20日 | アブラカタブLuv!                                   | | FORZA-001（初回限定盤） FORZA-002（通常盤） FORZA-003（小田桐奈々ver.） FORZA-004（山口みらんver.） FORZA-005（木月沙織ver.） FORZA-006（舞花ver.） FORZA-007（関根ささらver.） FORZA-008（チームMiracle ver.）                                                                               | 7位  |
| 8th                          | 2018年10月10日 | 輝夜に願いを                                       | | FORZA-010（MoonLight盤） FORZA-011（princess盤） FORZA-012（小田桐奈々ver.） FORZA-013（山口みらんver.） FORZA-014（木月沙織ver.） FORZA-015（舞花ver.） FORZA-016（関根ささらver.） | 5位  |
| 9th                          | 2019年7月10日  | 新時代プリンセス/プリンセスの定義                  | | FORZA-017（Princess ver.) FORZA-018（Venus ver.） FORZA-019（Dream ver.） FORZA-021（Twinkle ver.） | 6位  |
| 10th                         | 2020年7月29日  | 灼熱のミステリーアイ/絶世クレオパトラ              | | FORZA-025（通常盤A） FORZA-026（通常盤B） FORZA-027（舞花 ver.） FORZA-028（Tropical ver.） | 7位  |
| 11th                         | 2021年9月15日  | サイリウムの証明/向かい風を突き抜けて              | | FORZA-031（通常盤A） FORZA-032（10th Anniversary盤） FORZA-033（初回限定盤） | 5位  |
| 12th                         | 2023年6月28日  | 歯みがきレイディ                                   | | FORZA-038（TYPE-A） FORZA-039（TYPE-B） | 12位 |
| 13th                         | 2024年12月11日 | 窓辺のラプンツェル                                 | 窓辺のラプンツェル オーロラ・ドリーミン | FORZA-40（通常版） FORZA-41（M∞CARD 花咲果林ver.）」 FORZA-42（M∞CARD 森川優羽ver.）」 FORZA-43（M∞CARD 水野青海ver.）」 FORZA-44（M∞CARD 大原夜空ver.）」 FORZA-45（M∞CARD 放課後プリンセスA ver.）」 FORZA-46（M∞CARD 放課後プリンセスB ver.）」                                            |      |

### ミニ・アルバム
| #                      | 発売日                 | タイトル               | 規格品番                                                              | 最高位                 |
| メジャー (UNIVERSAL J) | メジャー (UNIVERSAL J) | メジャー (UNIVERSAL J) | メジャー (UNIVERSAL J)                                                | メジャー (UNIVERSAL J) |
| ---------------------- | ---------------------- | ---------------------- | --------------------------------------------------------------------- | ---------------------- |
| 1st                    | 2015年8月19日          | 制服シンデレラ         | UPCH-7039（初回限定盤A） UPCH-7040（初回限定盤B） UPCH-2050（通常盤） | 6位                    |

### アルバム
| #                            | 発売日                 | タイトル                                  | 規格品番                                                                               | 最高位                 |
| メジャー (UNIVERSAL J)       | メジャー (UNIVERSAL J) | メジャー (UNIVERSAL J)                    | メジャー (UNIVERSAL J)                                                                 | メジャー (UNIVERSAL J) |
| ---------------------------- | ---------------------- | ----------------------------------------- | -------------------------------------------------------------------------------------- | ---------------------- |
| 1st                          | 2017年03月22日         | My Princess                               | UPCH-7242（初回限定盤） UPCH-2118（通常盤）                                            | 22位                   |
| -                            | 2017年03月22日         | インディーズベスト〜Memories〜            | UPCH-2119                                                                              | -                      |
| インディーズ (FORZA RECORDS) |                        |                                           |                                                                                        |                        |
| 2nd                          | 2020年01月29日         | My Princess II                            | FORZA-023（初回限定盤） FORZA-024（通常盤）                                            | 13位                   |
|                              | 2021年01月20日         | ～10TH ANNIVERSARY～「Princess Assemble」 | FORZA-030                                                                              | 29位                   |
| 3rd                          | 2022年8月17日          | My Princess III ～未来の鐘を鳴らせ～      | FORZA-034（通常盤A） FORZA-035（通常盤B） FORZA-036（通常盤C） FORZA-037（初回限定盤） | 20位                   |

### DVD
| #                      | 発売日                 | タイトル                                 | 規格品番               | 最高位                 |
| インディーズ（竹書房） | インディーズ（竹書房） | インディーズ（竹書房）                   | インディーズ（竹書房） | インディーズ（竹書房） |
| ---------------------- | ---------------------- | ---------------------------------------- | ---------------------- | ---------------------- |
| 1st                    | 2015年1月23日          | 放プリLIVE lesson 1 〜live-lived-lived〜 | TSDS-75652             | 129位                  |
| メジャー (UNIVERSAL J) |                        |                                          |                        |                        |
| 2nd                    | 2016年12月21日         | Music Clips 2015-2016                    | UPBH-1415              | TBA                    |

## タイアップ
| 楽曲           | タイアップ                                                        | 収録作品                      |
| -------------- | ----------------------------------------------------------------- | ----------------------------- |
| 消えて、白雪姫 | 朝日放送テレビ・テレビ朝日系「これって私だけ?」オープニングテーマ | 8thシングル「消えて、白雪姫」 |

## 出演

### 主な主催ライブ
- 2013年2月17日「生徒会長・小田桐奈々　生誕祭」渋谷RUIDO K2
- 2013年3月24日「新生放プリ第1弾ワンマン! 〜○○からの〜○○!〜」渋谷RUIDO K2
- 2013年7月21日「もっとその先の未来へ」渋谷RUIDO K2
- 2013年8月14日「デビュー2周年ワンマン」渋谷REX
- 2013年10月12日「たれまゆ委員長・木月沙織　生誕ワンマン＠ウタ娘」赤坂GENKI
- 2014年2月18日『放プリLIVE＠O-EAST〜生徒会長・小田桐奈々生誕ワンマン2014〜』TSUTAYA O-EAST
- 2014年4月27日『第4のソロ曲争奪バトル』渋谷WWW
- 2015年2月18日『小田桐奈々生誕ワンマン』新宿ReNY
- 2015年8月5日  『4周年＆メジャーデビュー記念ワンマン』TSUTAYA O-EAST
- 2016年2月18日『小田桐奈々Birthday &「純白アントワネット」発売記念ワンマンLIVE』TSUTAYA O-EAST
- 2016年2月18日『Princess Serenade 〜My Song For You〜』Zepp Divercity
- 2016年10月11日『木月沙織・長澤茉里奈合同バースデー&4thシングル秘密のティアラとジェラート発売記念イベント』TSUTAYA O-EAST
- 2017年3月23日『放課後プリンセスファーストアルバム「My Princess」発売 ＆ 山口みらんバースデー記念LIVE』渋谷WWWX
- 2017年6月21日『放課後プリンセスLIVE〜小島まゆみ BIRTHDAY公演〜』渋谷WWW
- 2017年7月12日『放課後プリンセスライブ2017 “Princess Serenade 〜My Song For You〜”[53]』TSUTAYA O-EAST
- 2017年9月26日『放課後プリンセスLIVE〜小島まゆみ BIRTHDAY公演〜』渋谷WWW
- 2017年10月17日『放課後プリンセスLIVE 〜さおりんBirthday & Halloween party〜』東京キネマ倶楽部
- 2018年1月29日『放課後プリンセスLIVE〜関根ささら BIRTHDAY公演〜』東京キネマ倶楽部
- 2018年2月2日  『放課後プリンセスLIVE2018〜山口みらん BIRTHDAY公演〜』東京キネマ倶楽部
- 2018年2月19日『放課後プリンセスLIVE2018 〜小田桐奈々 Birthday公演〜』新宿BLAZE
- 2018年6月15日『放課後プリンセスLIVE2018〜城崎ひまり Birthday公演〜』渋谷REX
- 2018年7月13日『宮下舞花 First Solo LIVE #blooMing』ラドンナ原宿
- 2018年10月8日『放課後プリンセスLIVE2018 Princess Destiny 〜Moon Light Serenade』Zepp Divercity

### 主なTV番組出演
- フジテレビ『歌がうまいアイドル日本一決定戦 真夏の生放送スペシャル』（準優勝）
- テレビ朝日『ソフトくりぃむ』
- 日本テレビ「バズリズム」（歌唱あり）多数出演
- TBS『はやドキ!』（歌唱あり）多数出演
- TBS 『水トク!「世界の怖い夜〜真夏に震える絶叫スペシャル」』
- テレビ東京『東京アイドル戦線』　（2017年12月度オープニング曲）
- テレビ東京『アニメマシテ』
- あっ!とおどろく放送局『放送部PLEASE!（笑）』（レギュラー）
- @TV『放課後プリンセスの放送部プリーズ!（マジ）』（レギュラー）
- アイドル・シャッフルドラマ選手権（2017年3月12日 - 4月30日、MBS）[54]関根のみ
- 校則アイドル〜淑女の学園〜（2017年9月3日、MBS）[55] 関根のみ（淀川華役）

### 主なラジオ出演
FM FUJI
- 放課後プリンセスの超HAPPY放送部（2014年04月07日〜2014年04月29日）
  - 毎週月曜日 23:30-24:00

ニッポン放送
- ミュ〜コミ＋プラス
  - 2015年1月12日（小田桐、宮下、木月、舞花）

JFN
- Friday goes on
  - 2016年2月26日（小田桐、舞花）

文化放送
- スタートゲート
  - 2016年7月11日（小田桐、山口、舞花）

文化放送
- レコメン!
  - 2015年11月25日（ケータイDJ 小田桐、舞花、宮下）

ラジオNIKKEI
- アイドルジェネレーション

FM NACK5
- 放課後プリンセス特番「放課後プリンセスの真夜中の制服シンデレラ」
  - 2015年8月23日 25:00-29:00

FM えどがわ
- 放課後プリンセスの 輝夜（かぐや）にチャレンジ！（2018年10月06日～）
  - 毎週土曜日 19:00-20:00

### 主な関連書籍
- 放課後プリンセス／写真集『＃OFF』KADOKAWA 2017年5月1日発売
- 関根ささら／写真集『love.』KADOKAWA 2017年6月30日発売
- 小田桐奈々／写真集『ナナイロ』ワニブックス 2018年8月25日発売
- 関根ささら／写真集『Tropical Girl』ワニブックス 2018年12月17日発売

## PrincessNext

### 概要
PrincessNextは、AMI、YU、KARINの3名からなるアイドルユニットである。メンバーはいずれも放課後プリンセスとしても活動している。大郷剛と川添象郎のプロデュースにより始動し、デビューシングル「PrincessNext」は2025年8月27日にソニー・ミュージックレーベルズよりCDリリース。収録曲には「NICE AGE」、「シムーン」、「コズミック・サーフィン」の3曲が含まれ、いずれもYellow Magic Orchestra（YMO）の楽曲に新たな歌詞とアレンジを加えたものである。本プロジェクトは、音楽プロデューサー川添象郎の遺作となった。